# Клённо (деревня, Ленинградская область)
Клённо — деревня в Пустомержском сельском поселении Кингисеппского района Ленинградской области.

## История
Впервые упоминается в Писцовой книге Водской пятины 1500 года как деревня Кленно на Лузе в Ямском уезде.
На карте Ингерманландии А. И. Бергенгейма, составленной по шведским материалам 1676 года, обозначена деревня Klönnaby.
На шведской «Генеральной карте провинции Ингерманландии» 1704 года — деревня Klönna.
Как деревня Кленно в устье реки Кленно она обозначена на карте Ингерманландии А. Ростовцева 1727 года.
Как мыза Клекново — на карте Санкт-Петербургской губернии Я. Ф. Шмидта 1770 года.
На карте Санкт-Петербургской губернии Ф. Ф. Шуберта 1834 года обозначены две деревни Кленно по обоим берегам реки Луги.

КЛЕННО — деревня принадлежит гвардии штаб-ротмистру Норду, число жителей по ревизии: 36 м. п., 39 ж. п. (1838 год)

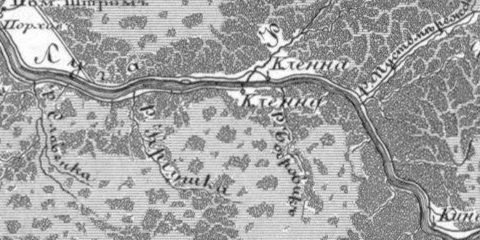
Деревни Клённо на карте 1834 года

Две деревни Кленно по обоим берегам реки Луги упоминаются и на карте Ф. Ф. Шуберта 1844 года.

КЛЕННО — деревня дочери штабс-капитана Блока, 10 вёрст почтовой, а остальное по просёлочной дороге, число дворов — 2, число душ — 6 м. п.
 
КЛЕННО — деревня коллежского секретаря Павловича, 10 вёрст почтовой, а остальное по просёлочной дороге, число дворов — 10, число душ — 43 м. п. (1856 год)

БОЛЬШОЕ КЛЕННО — деревня, число жителей по X-ой ревизии 1857 года: 45 м. п., 59 ж. п., всего 104 чел.

МАЛОЕ КЛЕННО — деревня, число жителей по X-ой ревизии 1857 года: 7 м. п., 13 ж. п., всего 20 чел.

КЛЕННО БОЛЬШОЕ — деревня владельческая при реке Луге, число дворов — 13, число жителей: 44 м. п., 59 ж. п. (1862 год)

В 1869 году временнообязанные крестьяне деревни выкупили свои земельные наделы у М. Я. Павлович и стали собственниками земли.

БОЛЬШОЕ КЛЕННО — деревня, по земской переписи 1882 года: семей — 21, в них 75 м. п., 74 ж. п., всего 149 чел.

МАЛОЕ КЛЕННО — деревня, по земской переписи 1882 года: семей — 3, в них 15 м. п., 12 ж. п., всего 27 чел.

Согласно материалам по статистике народного хозяйства Ямбургского уезда 1887 года, имение при селении Клённо площадью 2413 десятин принадлежало великобританскому подданному В. К. Пальмеру, имение было приобретено в 1883 году за 11 000 рублей.

БОЛЬШОЕ КЛЕННО — деревня, число хозяйств по земской переписи 1899 года — 21, число жителей: 62 м. п., 51 ж. п., всего 113 чел.;
 разряд крестьян: бывшие владельческие; народность: русская

МАЛОЕ КЛЕННО — деревня, число хозяйств по земской переписи 1899 года — 4, число жителей: 10 м. п., 9 ж. п., всего 19 чел.;
 разряд крестьян: бывшие владельческие; народность: русская

В конце XIX — начале XX века деревня административно относилась к Ястребинской волости 1-го стана Ямбургского уезда Санкт-Петербургской губернии.
По данным «Памятных книжек Санкт-Петербургской губернии» за 1900 и 1905 годы имением Клённо (пустошью Кленовской) площадью 2381 десятина, владел дворянин Владимир Владимирович фон Рентельн.
С 1917 по 1927 год деревни Большое Кленно и Малое Кленно входили в состав Кленнского сельсовета Горкской волости Кингисеппского уезда.
Согласно данным переписи населения СССР 1926 года в деревне Кленно Большое проживали 114 человек — все русские; в деревне Кленно Малое — 20 человек, также все русские.
С февраля 1927 года в составе Кингисеппской волости. С августа 1927 года в составе Кингисеппского района.
С 1928 года в составе Порховского сельсовета.
В 1928 году население деревень также составляло 134 человека.
По данным 1933 года деревни Большое Кленно и Малое Кленно входили в состав Порховского сельсовета Кингисеппского района.
С 1934 года в составе Новопорховского сельсовета.

Деревни Клённо на карте 1940 года

Согласно топографической карте РККА 1940 года деревня Большое Кленно насчитывала 27 дворов, Малое Кленно — 4. На западной окраине деревни Большое Клённо находилась часовня.
Деревни были освобождены от немецко-фашистских оккупантов 31 января 1944 года.
В 1958 году их население составляло 54 человека.
С 1959 года в составе Пустомержского сельсовета.
По данным 1966, 1973 и 1990 годов деревня называлась Клённо и также находилась в составе Пустомержского сельсовета Кингисеппского района.
В 1997 году в деревне Клённо проживал 1 человек, в 2002 году — 6 человек (русские — 83 %), в 2007 году — 3.

## География
Деревня расположена в юго-восточной части района на автодороге 41К-601 (подъезд к дер. Клённо).
Расстояние до административного центра поселения — 17 км.
Расстояние до ближайшей железнодорожной платформы Клённа — 2,5 км.
Деревня находится на правом берегу реки Луга при впадении в неё реки Азика.

## Демография
| 1862 | 2007 | 2010 | 2017 |
| ---- | ---- | ---- | ---- |
| 103  | ↘3   | ↗34  | ↘27  |

### Национальный состав
Согласно данным Всероссийской переписи населения 2021 года в деревне проживали 24 человека, из них:
 русские — 23, другие национальности — 1 человек.

## Улицы
1-я линия, 2-я линия, 3-я линия, Заречная, Лужская, Песочный переулок, Светлая, Среднесельская, Цветочная.